# Melotron (zespół muzyczny)
Melotron – niemiecki zespół wykonujący muzykę w gatunkach synth pop oraz futurepop.
Grupa założona została w 1996 r. przez Andy'ego Krügera, Edgara Slatnowa i Kaya Hildebrandta, po wcześniejszym rozwiązaniu zespołu The Vermin, do którego należeli.

## Członkowie
- Andy Krüger
- Edgar Slatnow
- Kay Hildebrandt

## Dyskografia

### Albumy
- 1999 – Mörderwerk[1]
- 2000 – Fortschritt[2]
- 2002 – Weltfrieden[3]
- 2003 – Sternenstaub[4]
- 2005 – Cliché[5]
- 2007 – Propaganda[6]
- 2018 – Für Alle[7]

### Single
- 1998 - Dein Meister
- 1999 - Der blaue Planet
- 1999 - Kindertraum V1
- 1999 - Kindertraum V2
- 1999 - DJ Traum
- 2000 - Tanz mit dem Teufel
- 2000 - E.P. Sode 3
- 2001 - Brüder
- 2002 - Gib mir Alles
- 2003 - Folge mir ins Licht
- 2003 - Kein Problem
- 2005 - Wenn wir wollten
- 2007 - Das Herz